# James Herbain
James Herbain (* 5. Mai 1939 in Auger-Saint-Vincent; † 31. Mai 2023 in Compiègne) war ein französischer Radrennfahrer und nationaler Meister im Radsport.

## Sportliche Laufbahn
Herbain war Spezialist für Querfeldeinrennen (heutige Bezeichnung Cyclocross). 1969 gewann die nationale Meisterschaft im Querfeldeinrennen vor Pierre Bernet. 1970 wurde er Dritter der Meisterschaft. 
Bei den Cyclocross-Weltmeisterschaften 1968 wurde er 15., 1969 25., 1970 15. und 1973 13. bei den Amateuren. Er gewann vierzehn Mal in Folge die Cyclocross-Meisterschaft der Picardie. Von 1967 bis 1969 startete er als Berufsfahrer auch bei Straßenrennen, jedoch ohne größere Erfolge.